# Zdzisław Krzyszkowiak
Zdzisław Ludwik Krzyszkowiak (Wielichowo, 3 augustus 1929 – Warschau, 23 maart 2003) was een Poolse atleet. Zijn grootste succes behaalde op de Olympische Spelen in 1960 door zijn overwinning op de 3000 meter steeplechase .
Krzyszkowiak kreeg voor het eerst internationale faam toen hij op de Olympische Spelen 1956 in Melbourne op 7,4 seconde naast het brons greep en vierde werd. Op de EK atletiek 1958 in Stockholm profileerde hij zich als een van de beste Europese langeafstandslopers door zowel de 5000 meter als de 10000 meter te winnen.
In het voorjaar van 1960 liep Krzyszkowiak de 3000 meter steeplechase in een nieuw wereldrecord van 8.31,4 minuten. Twee maanden later werd hij zevende op de Olympische Zomerspelen 1956 in Rome op het onderdeel 10.000 meter. Op de 3000 meter steeplechase kon hij zijn favorieten-rol waar maken door goud te winnen.
Na dit succes besloot Krzyszkowiak zich op de steeplechase te specialiseren. Hij liep in 1961 zowaar een nieuw wereldrecord, maar moest in 1963 topsport stoppen wegens blessures. Krzyszkowiak, die in totaal dertienmaal Pools kampioen werd, werkte hierna vele jaren als trainer en stierf op een 73-jarige leeftijd. Het Zdzisław Krzyszkowiakstadion, in Bydgoszcz is naar hem vernoemd.

## Titels
- Olympische kampioen 3.000 m steeplechase - 1960
- Europees kampioen 5.000 m - 1958
- Europees kampioen 10.000 m - 1958
- Pools kampioen 10.000 m - 1960

## Palmares

### 3.000 m steeplechase
- 1960:  OS - 8.34,30

### 5.000 m
- 1958:  EK - 13.53,4

### 10.000 m
- 1956: 4e OS - 29.05,0
- 1958:  EK - 28.56,0
- 1960: 7e OS - 28.52,4

1920: Percy Hodge ·
1924: Ville Ritola ·
1928: Toivo Loukola ·
1932: Volmari Iso-Hollo ·
1936: Volmari Iso-Hollo ·
1948: Tore Sjöstrand ·
1952: Horace Ashenfelter ·
1956: Chris Brasher ·
1960: Zdzisław Krzyszkowiak ·
1964: Gaston Roelants ·
1968: Amos Biwott ·
1972: Kipchoge Keino ·
1976: Anders Gärderud ·
1980: Bronisław Malinowski ·
1984: Julius Korir ·
1988: Julius Kariuki ·
1992: Matthew Birir ·
1996: Joseph Keter ·
2000: Reuben Kosgei ·
2004: Ezekiel Kemboi ·
2008: Brimin Kipruto ·
2012: Ezekiel Kemboi ·
2016: Conseslus Kipruto ·
2020: Soufiane El Bakkali ·
2024: Soufiane El Bakkali
- World Athletics: 14347761
- International Standard Name Identifier: 0000 0000 7223 4480
- Nationale Bibliotheek van Polen: a0000001186157
- Virtual International Authority File: 102027944